# 關內侯
關內侯，古稱內侯，又稱倫侯，中國古代爵位名稱。其名稱原意爲“居於函谷關內的封侯者”，秦漢二十等爵位中第十九等，僅次於徹侯（列侯）。

## 戰國至秦代
秦國首創二十等爵制，關內侯列居第十九等，作爲对立有軍功的将领的奖励。關內侯如同列侯一般稱侯，依據其功勞大小獲得不同大小的食邑，但無對領地的統治權，只有在食邑中按規定户數征收租税之权。關內侯的爵位可以由子孫世襲。

## 漢代
漢代继承秦代的二十等爵制，倫侯改稱關內侯，徹侯改稱列侯。漢代關內侯如同列侯一樣，都是賜予異姓功臣的最高等級的爵位，被賜予紫綬金印，可以世襲。但是關內侯被認為是附庸，不享有等同列侯的一系列權利和地位。爲關內侯者，一般稱“君”，如褒成君等，亦有称侯者，如劉敬所封建信侯。

## 魏晉
魏朝末年，在晉王司馬昭的主持下，建立了五等爵制，位居列侯、關內侯之上。關內侯位於魏制九品官階的第六品，是爵位中最低等的一級。
自魏晋以後，爵位虛封，關內侯與其他爵位一樣，不再享有食邑。

## 南朝
南朝時期，關內侯仍然作爲爵位的一級。
南朝陳時期，關內侯被廢除。